# 塔尔坎波勒
塔尔坎波勒（法語：Tarquimpol，法語發音：[taʁkɛ̃pɔl]；洛林语：Tekinpole）是法国摩泽尔省的一个市镇，属于萨尔堡-萨兰堡区。

## 地理
塔尔坎波勒（48°47'5"N, 6°45'30"E）面积4.09 平方千米，位于法国大東部大區摩泽尔省，该省份为法国东北部内陆省份，是洛林的一部分，西南接默尔特-摩泽尔省，东临下莱茵省，北与卢森堡和德国接壤。
与塔尔坎波勒接壤的市镇（或旧市镇、城区）包括：阿斯农库尔、热吕库尔、盖尔芒日、下兰德尔。

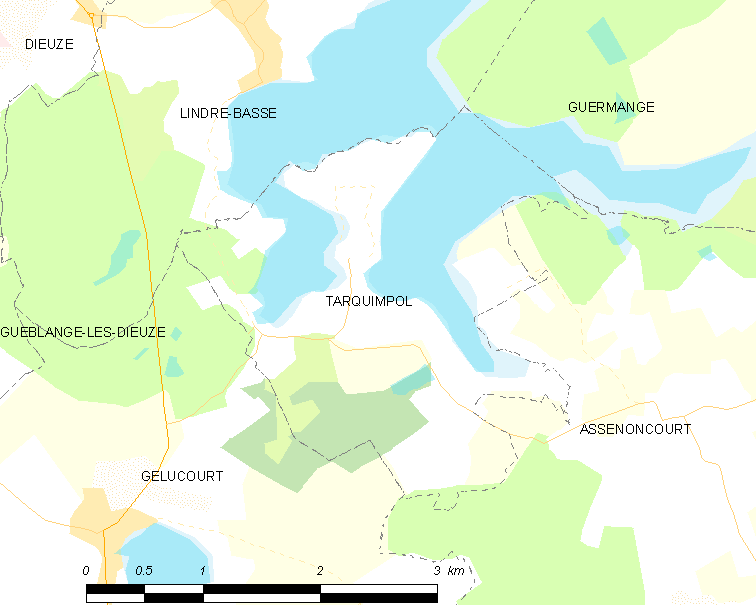
塔尔坎波勒的OSM定位图

塔尔坎波勒的时区为UTC+01:00、UTC+02:00（夏令时）。

## 行政
塔尔坎波勒的邮政编码为57260，INSEE市镇编码为57664。

## 政治
塔尔坎波勒所属的省级选区为索努瓦县。

## 人口

1962-2008年间塔尔坎波勒人口变化图示

塔尔坎波勒于2022年1月1日时的人口数量为60人。